# Aleurocanthus russellae
Aleurocanthus russellae là một loài côn trùng cánh nửa trong họ Aleyrodidae, phân họ Aleyrodinae.
Aleurocanthus russellae được Jesudasan & David miêu tả khoa học đầu tiên năm 1991.